# Entre nos mains
Pour plus de détails, voir Fiche technique et Distribution.
Entre nos mains est un documentaire français réalisé par Mariana Otero et sorti en 2010.

## Synopsis
Dans la région d'Orléans, une entreprise de lingerie féminine est menacée de disparition. Des membres du personnel, essentiellement féminin, décident de relancer son activité dans le cadre d'une société coopérative de production.

## Fiche technique
- Titre : Entre nos mains
- Réalisation : Mariana Otero
- Scénario : Mariana Otero
- Photographie : Mariana Otero
- Son : Pierre Carrasco
- Montage : Anny Danché
- Musique : Frédéric Fresson
- Production : Archipel 33
- Pays d'origine :  France
- Genre : documentaire
- Durée : 88 minutes
- Date de sortie : France - 6 octobre 2010

## Distinctions
- César du cinéma 2010 : nomination dans la catégorie meilleur film documentaire[1]
- Festival de Cannes 2010 (programmation ACID)[2]
- 2012 : Étoile de la SCAM[3]